# Partido Riojano
Partido Riojano (PR+) és un partit polític espanyol de centre que actua en la comunitat autònoma de La Rioja. Va ser durant tres dècades la tercera força política de la comunitat. Va ser fundat el 6 de desembre de 1982 amb el nom de Partido Riojano Progresista. Es defineix com a regionalista. Es va presentar per primera vegada a unes eleccions en les autonòmiques i locals de 1983 aconseguint 2 diputats autonòmics, 19 ajuntaments i 99 regidors. Al febrer de 1984 va celebrar el seu congrés constituent triant com a president a Rubén García Marañón. En el III Congrés celebrat en 1990 va adoptar el seu actual nom. En 1991 va entrar en el govern autonòmic. Miguel María González de Legarra és el seu actual president. Ha obtingut una mitjana d'entre el 5% i el 7% dels vots en aquesta comunitat autònoma. En l'actualitat el PR compte amb 9 alcaldes i 66 regidors.

## Resultats electorals

### Parlament de La Rioja
| Any  | Vots   | %    | Escons | +/- | Pos. | Govern             |
| ---- | ------ | ---- | ------ | --- | ---- | ------------------ |
| 1983 | 10.102 | 7,52 | 2 / 35 | Nou | 3r   | Oposició           |
| 1987 | 9.212  | 6,50 | 2 / 33 | =   | 4t   | Coalició (1987-90) |
| 1987 | 9.212  | 6,50 | 2 / 33 | =   | 4t   | Coalició (1990-91) |
| 1991 | 7.731  | 5,47 | 2 / 33 | =   | 3r   | Coalició           |
| 1995 | 11.069 | 6,82 | 2 / 33 | =   | 4t   | Oposició           |
| 1999 | 9.004  | 5,90 | 2 / 33 | =   | 3r   | Oposició           |
| 2003 | 11.842 | 6,94 | 2 / 33 | =   | 3r   | Oposició           |
| 2007 | 10.369 | 6,10 | 2 / 33 | =   | 3r   | Oposició           |
| 2011 | 8.983  | 5,58 | 2 / 33 | =   | 3r   | Oposició           |
| 2015 | 7.244  | 4,44 | 0 / 33 | 2   | 5è   | Extraparlamentari  |
| 2019 | 7.512  | 4,61 | 0 / 33 | =   | 5è   | Extraparlamentari  |
| 2023 | 5.975  | 3,58 | 0 / 33 | =   | 5è   | Extraparlamentari  |

### Corts Generals
| Any       | Vots                  | %                     | Diputats              | +/-                   | Pos.                  |
| --------- | --------------------- | --------------------- | --------------------- | --------------------- | --------------------- |
| 1993      | 7.532                 | 4,42                  | 0 / 4                 | Nou                   | 4t                    |
| 1996      | 6.065                 | 3,40                  | 0 / 4                 | =                     | 4t                    |
| 2000      | 6.155                 | 3,63                  | 0 / 4                 | =                     | 4t                    |
| 2004      | No s'hi van presentar | No s'hi van presentar | No s'hi van presentar | No s'hi van presentar | No s'hi van presentar |
| 2008      | 2.837                 | 1,51                  | 0 / 4                 | =                     | 4t                    |
| 2011      | No s'hi van presentar | No s'hi van presentar | No s'hi van presentar | No s'hi van presentar | No s'hi van presentar |
| 2015      | No s'hi van presentar | No s'hi van presentar | No s'hi van presentar | No s'hi van presentar | No s'hi van presentar |
| 2016      | No s'hi van presentar | No s'hi van presentar | No s'hi van presentar | No s'hi van presentar | No s'hi van presentar |
| 2019 (I)  | 2.098                 | 1,16                  | 0 / 4                 | =                     | 6è                    |
| 2019 (II) | No s'hi van presentar | No s'hi van presentar | No s'hi van presentar | No s'hi van presentar | No s'hi van presentar |
| 2023      | No s'hi van presentar | No s'hi van presentar | No s'hi van presentar | No s'hi van presentar | No s'hi van presentar |

### Eleccions municipals
| Any  | Vots   | %    | Alcaldes | Regidors    |
| ---- | ------ | ---- | -------- | ----------- |
| 1983 | 9.389  | 6,98 | 19 / 174 | 99 / 1.030  |
| 1987 | 7.125  | 5,02 | 11 / 174 | 55 / 1.030  |
| 1991 | 8.461  | 5,92 | 25 / 174 | 70 / 1.030  |
| 1995 | 11.842 | 7,20 | 19 / 174 | 103 / 1.030 |
| 1999 | 9.834  | 6,31 | 10 / 174 | 50 / 1.030  |
| 2003 | 12.667 | 7,31 | 9 / 174  | 56 / 1.030  |
| 2007 | 11.085 | 6,43 | 7 / 174  | 36 / 1.030  |
| 2011 | 9.197  | 5,50 | 6 / 174  | 56 / 1.030  |
| 2015 | 9.704  | 5,93 | 10 / 174 | 52 / 1.030  |
| 2019 | 7.357  | 4,55 | 9 / 174  | 43 / 1.030  |
| 2023 | 6.300  | 3,74 | 2 / 174  | 16 / 1.030  |